# Antoni Santiburcio i Moreno
Antoni Santiburcio i Moreno (Jaén, 22 de novembre de 1954 - Barcelona, 8 de juliol de 2001) fou un sindicalista i polític català 
El 1972 es va afiliar a la UGT de Jaén, de la mà de Cándido Méndez, i al PSOE, de la d'Alfonso Guerra, i participà en les lluites estudiantils de la Universitat Laboral de Còrdova (1973-1974), on estudiava física i economia i en les quals fou detingut. S'establí a Catalunya, on treballà com a electricista i reparador d'ascensors, i aviat fou nomenat secretari d'acció reivindicativa de la Federació del Metall de la UGT de Catalunya. El 1976 fou acomiadat de les empreses Mercx i Rivière per la seva militància sindical.
Participà en el moviment d'unificació del socialisme català; fins al 1982 fou primera secretari de l'Agrupació Socialista de Sant Andreu de Palomar i el 1984 substituí Jordi Parpal i Marfà com a primer secretari de la Federació Socialista de Barcelona, càrrec que va ocupar fins a la seva mort.
Fou elegit diputat a les eleccions al Parlament de Catalunya de 1980 i 1984, essent el diputat més jove al Parlament de Catalunya el 1980. Simultàniament estudià ciències econòmiques a la Universitat de Barcelona. Fou membre de la Diputació Permanent del Parlament de Catalunya (1980-1983), Diputat Interventor (1983-1984) i vicepresident de la Comissió per al Seguiment del Procés d'Integració de l'Estat Espanyol en les Comunitats Europees (1986-1988).
A les eleccions municipals espanyoles de 1987 fou elegit tinent d'alcalde de l'Ajuntament de Barcelona pel districte de Sant Andreu de Palomar i el 1995 pel de Nou Barris. Destacà pels seus projectes de centres d'oci i grans parcs, com el Parc Central de Nou Barris, així com els eixos de Fabra i Puig i Valldaura i els de l'Avinguda dels Quinze, Pi i Molist, Verdun i Via Júlia. Va morir el 2001 després d'una llarga malaltia.